# Çò des de Benòsa
Çò des de Benòsa és un edifici del municipi de Canejan (Vall d'Aran) inclòs en l'Inventari del Patrimoni Arquitectònic de Catalunya.

## Descripció
Sembla haver estat el nucli d'un gran "auvitatge", si bé en l'actualitat representa una mena d'apèndix de Çò de Simonet. S'ha perdut l'antic portal d'entrada que es trobava a ponent, comunicant directament amb el carrer, de manera que avui només s'hi conserva un petit recinte clos, mentre que les obertures d'aquesta banda han estat paredades; conserva el xamfrà arrodonit que facilitava la circulació.
L'edifici de secció rectangular aprofita un esglaó del vessant, de manera que les finestres per la banda de migdia determinen la presència de tres plantes (2-2-2) i per la banda septentrional (carrer Paula) només un pis. En aquest pala de la teulada (de dos vessants) sobresurten dues lucanes que juntament amb l'anterior finestra conserven la pintura de color verd.

## Història
Els Benosa han estat d'antic un llinatge il·lustre de la Val d'Aran. Els primers Benosa s'han de situar a Bossòst, bé que d'ençà del segle xvii destacaren també els Benosa de Canejan. Així l'any 1687 Es de Benosa vengueren un censal a la vila de Bausen, i Marianna de Benosa i Berart emparentà amb els Cao de Benós. En la segona meitat del segle xviii el "senyor" Joan Benosa de Canejant actuà d'expert en diverses delimitacions de termes, que avui formen la frontera entre Espanya i França. Al segle xix trobem els germans Francesc Benosa (coronel en la guerra del Francès) i Joan Benosa (autor del poema fet cançó "Era cançon dera Oelhèra"). Pascual Madoz subratlla que era una de les poques cases de la Val que comptava amb capella particular. Altrament, convé recordar al rector de Canejan: Andreu Benosa (1768-91)